# Fontaine et puits de Westhalten
Les fontaine et puits de Westhalten forment un monument historique situé à Westhalten, dans le département français du Haut-Rhin.

## Localisation
Ces constructions sont situées à Westhalten.

## Historique
Les édifices font l'objet d'une inscription au titre des monuments historiques depuis 1934.